# Eirik Horneland
Eirik Horneland (Haugesund, Noruega, 14 de marzo de 1975) es un exjugador y entrenador de fútbol noruego. Actualmente dirige al A. S. Saint-Étienne de la Ligue 2.

## Trayectoria

### Como jugador
Horneland inició su carrera en el Vard Haugesund, antes de ser fichado por Haugesund en 2000. Hizo su debut en la Eliteserien el 1 de octubre, durante el encuentro que terminó en derrota por 2-1 ante el Brann. De cara a la temporada 2001, regresó a su primer club, donde permaneció hasta 2005.
En 2006, regresó al Haugesund y formó parte del equipo que consiguió el ascenso a la Eliteserien en la temporada 2009, siendo su último torneo como futbolista profesional.

### Como entrenador
Luego de su retiro en 2009, Horneland comenzó siendo asistente técnico de Jostein Grindhaug en el Haugesund donde permaneció hasta el 2014. Después de cinco temporadas en el club, asumió el cargo de entrenador de la selección sub-19 de Noruega en 2015. No obstante, regresó al Haugesund como técnico en octubre de 2016 y llevó al equipo a varias posiciones finales sólidas en la Eliteserien.
El 3 de enero de 2019, fue nombrado entrenador del Rosenborg y firmó un contrato por dos años. En su primera temporada, el club terminó en el tercer lugar. Sin embargo, al año siguiente, el equipo se quedó atrás de la lucha por el campeonato por lo que fue despedido de su cargo en junio de 2020.
En octubre de 2020, asumió como asistente técnico de Kåre Ingebrigtsen en el Brann. En julio de 2021, fue nombrado entrenador interino y más tarde ratificado en su cargo el 10 de agosto. Si bien no logró salvar al club del descenso, continuó en su puesto durante la temporada 2022 y logró devolver al equipo a la Eliteserien con un récord de puntos en la campaña. En mayo de 2023, obtuvo la Copa de Noruega tras vencer al Lillestrøm por 2-0. Después de terminar segundo en la liga por segundo año consecutivo, anunció su salida del club en diciembre de 2024.
El 20 de diciembre de 2024, fue contratado como entrenador del A. S. Saint-Étienne a partir de enero de 2025 y firmó un contrato hasta junio de 2027. En mayo de 2025, el equipo descendió a la Ligue 2 después de caer ante el Toulouse en la última jornada.

## Clubes

### Como jugador
| Club               | País    | Año       |
| ------------------ | ------- | --------- |
| Vard Haugesund     | Noruega | 1993-2005 |
| Haugesund (cedido) | Noruega | 2000      |
| Haugesund          | Noruega | 2005-2009 |

### Como entrenador
| Club                        | País    | Año           |
| --------------------------- | ------- | ------------- |
| Selección sub-19 de Noruega | Noruega | 2015-2016     |
| Haugesund                   | Noruega | 2016-2019     |
| Rosenborg                   | Noruega | 2019-2020     |
| Brann                       | Noruega | 2021-2024     |
| A. S. Saint-Étienne         | Francia | 2025-presente |

## Palmarés

### Como entrenador

#### Campeonatos nacionales
| Título                      | Club  | País    | Año  |
| --------------------------- | ----- | ------- | ---- |
| Primera División de Noruega | Brann | Noruega | 2022 |
| Copa de Noruega             | Brann | Noruega | 2022 |